# Dżil (Armenia)
Dżil – wieś w Armenii, w prowincji Gegharkunik. W 2011 roku liczyła 615 mieszkańców.